# Alexander Grantham
Sir Alexander William George Herder Grantham, GCMG (* 15. März 1899 in Surbiton, London; † 4. Oktober 1978 in London) war ein britischer Kolonialbeamter, der unter anderem zwischen 1945 und 1947 Gouverneur von Fidschi sowie von 1947 bis 1957 Gouverneur von Hongkong war.

## Leben
Alexander William George Herder Grantham, Sohn des Rechtsanwalts Frederick William Grantham und Alexandra Ethelred Marie Sylvie Emilie von Herder, absolvierte nach dem Besuch des Wellington College in Crowthorne eine Kadettenausbildung am Royal Military College Sandhurst und leistete während des Ersten Weltkrieges Militärdienst als Offizier des Regiments 18th (Queen Mary’s Own) Hussars der British Army. Er trat 1922 in den kolonialen Verwaltungsdienst (Colonial Administrative Service) ein und begann nach verschiedenen Verwendungen ein Studium der Rechtswissenschaften am Pembroke College der University of Cambridge. 1934 erhielt er seine anwaltliche Zulassung als Barrister und war ebenfalls 1934 Absolvent des Imperial Defence College (IDC) in London.
Daraufhin war er zwischen 1935 und 1938 stellvertretender Gouverneur und Kolonialsekretär der Verwaltung der Kolonie Bermuda sowie im Anschluss von 1938 bis 1941 Kolonialsekretär der Verwaltung der Kronkolonie Jamaika. 1941 wurde er für seine langjährigen Verdienste 1956 zum Companion des Order of St Michael and St George (CMG) ernannt. Im Anschluss fungierte er von 1941 bis 1944 als Chefsekretär der Verwaltung der Kolonie und Protektorat Nigeria.
Am 1. Januar 1945 übernahm Alexander Grantham den nach dem Ende der japanischen Besatzung im Zweiten Weltkrieg wieder geschaffenen Posten als Hoher Kommissar für den Westpazifik und bekleidete diesen Posten bis zum 25. Juli 1947, woraufhin Sir Brian Freeston am 20. Januar 1948 seine Nachfolge antrat. Am 1. Januar 1945 wurde er in Personalunion auch Nachfolger von Sir Philip Euen Mitchell als Gouverneur von Fidschi. Er bekleidete das Amt ebenfalls bis zum 25. Juli 1947 und wurde daraufhin von Sir Brian Freeston abgelöst. Als Gouverneur war er kraft Amtes auch Oberkommandierender der Streitkräfte Fidschis. Er wurde 1945 als Knight Commander des Orders of St Michael and St George (KCMG) geadelt, so dass er fortan das Prädikat „Sir“ führte.
Sir Alexander Grantham übernahm am 25. Juli 1947 von Sir Mark Aitchison Young das Amt als Gouverneur von Hongkong. Diesen hatte er bis zum 31. Dezember 1957 inne und wurde im Anschluss am 23. Januar 1958 von Sir Robert Brown Black abgelöst. 1951 wurde er zum Knight Grand Cross des Order of St Michael and St George (GCMG) erhoben. Ihm zu Ehren wurden in Hongkong unter anderem das Grantham Hospital in Aberdeen und das Grantham College of Education, heute Teil der Education University of Hong Kong, benannt.
Graham war zwei Mal verheiratet. 1925 heiratete er in erster Ehe Maurine Samson (1891–1970). Nach ihrem Tod im Jahr 1970 heiratete Grantham 1972 M. E. Lumley.

## Veröffentlichung
- Via ports, from Hong Kong to Hong Kong, Hong Kong University Press, 1965

## Hintergrundliteratur
- Maurine Grantham, Alice MacBride Schilla: Happy exiles. My life as a British colonial administrator’s wife, iStreet Press, Sacramento 2015